# Radek Drulák
Radek Drulák, né le 12 janvier 1962 à Olomouc, est un footballeur tchèque.

## Biographie
Il évoluait au poste d'attaquant au SK Sigma Olomouc et en équipe de Tchécoslovaquie puis en équipe de Tchéquie.
Drulák a marqué six buts lors de ses dix-neuf sélections avec l'équipe de Tchécoslovaquie et l'équipe de Tchéquie entre 1984 et 1997.

## Carrière
- 1981 : RH Cheb
- 1982 : RH Sušice
- 1982-1987 : RH Cheb
- 1987-1990 : SK Sigma Olomouc
- 1991-1993 : VfB Oldenbourg
- 1993-1994 : Chemnitzer FC
- 1994-1997 : Petra Drnovice
- 1997 : FC Linz
- 1997-1998 : SK Sigma Olomouc
- 1999 : FK Holice 1932

## Palmarès

### En équipe nationale
- 19 sélections et 6 buts avec l'équipe de Tchécoslovaquie et l'équipe de République tchèque entre 1984 et 1997.
- Finaliste du championnat d'Europe 1996.